# Katedrala u Gurku
Katedrala u Gurku (njem. Dom zu Gurk, slovn. Krška stolica) je austrijska crkva u Gurku u Koruškoj koja je središte istoimene biskupije osnovane u 11. stoljeću. Izgrađena je u visokoromaničkom stilu između 1140. i 1200. god. i smatra se jednom od najljepših i najvažnijih sakralnih građevina u Europi iz tog doba.
Katedrala ima dva tornja visine 60 metara koji se primijete iz velike udaljenosti, te galeriju, kriptu i tri apside. Godine 1774. u katedralu su iz obližnjeg benediktinskog samostana prenesene moći sv. Eme, utemeljiteljice katedrale. Katedrala datira iz 12. stoljeća, ali se nastavila dograđivati sve do 17. stoljeća. Bivše srednjovjekovne samostanske zgrade na sjeveru crkve su preinačene u 17. stoljeću i spojene atrijem uokvirenim ranobaroknim arkadama. Cijeli samostanski kompleks je, nakon osmanlijskih provala na ovo područje, okružen zidom s kraja 15. stoljeća. Usprkos raznim gotičkim i baroknim izmjenama i dopunama sačuvao je romanički karakter. To se osobito odnosi na najstariji dio katedrale, tzv. „kripte stotinu stupaca”, mjesta ukopa njezine utemeljiteljice, sv. Eme. U bogatoj zbirci srednjovjekovnih fresaka i baroknih oltara, najzapaženije su freske u biskupskoj galeriji, u zapadnom krilu crkve, koje su remek-djela tzv. „izreckanog” stila romaničkog slikarstva 13. stoljeća. Zbog toga je Austrija nominirala katedrala u Gurku za upis na UNESCO-ov popis mjesta svjetske baštine u Europi još 1994. godine.

## Vanjske poveznice
- Službene stranice katedrale (njem.)